# Stigmina sapii
Stigmina sapii är en svampart som först beskrevs av J. Miyake, och fick sitt nu gällande namn av M.B. Ellis 1967. Stigmina sapii ingår i släktet Stigmina och familjen Mycosphaerellaceae.   Inga underarter finns listade i Catalogue of Life.